# Erigone nepalensis
Erigone nepalensis är en spindelart som beskrevs av Jörg Wunderlich 1983. Erigone nepalensis ingår i släktet Erigone och familjen täckvävarspindlar.
Artens utbredningsområde är Nepal. Inga underarter finns listade i Catalogue of Life.